# Загорье (Иркутская область)
Загорье — участок (населённый пункт) в Нижнеудинском районе Иркутской области

## География
Населенный пункт находится в 32 км от Алзамая.

## Население
| 2002 | 2010 | 2011 | 2012 |
| ---- | ---- | ---- | ---- |
| 108  | ↘68  | →68  | ↗69  |

По данным Всероссийской переписи населения 2010 года население НП составило 68 человек

## Власть
Населённый пункт в административном плане относится к Замзорскому муниципальному образованию Нижнеудинского района
Иркутской области